# 劉祥道
劉祥道（596年—666年），字同壽，魏州觀城縣（今山东省莘縣觀城）人，祖籍广平易阳（河北临洺）。
父劉林甫，唐高祖武德年间官中书舍人、中书侍郎，贞观初年赐爵乐平县男，迁任吏部侍郎。贞观三年（629年）劉林甫病逝后，祥道袭父爵。高宗永徽年间，歷任中書舍人、御史中丞、吏部侍郎，显庆二年（657年）迁黄门侍郎，仍掌管吏部选事。显庆三年（658年）进封阳城县侯。显庆四年（659年），升任刑部尚書，龙朔元年（661年），权检校蒲州刺史。龙朔三年（663年），司刑太常伯（即刑部尚書）兼检校雍州长史，四月右相李义府下狱，劉祥道接任右相。他生性谨慎，不愿为相，多次以年老多病请求退居闲职。次年（664年）转任司礼太常伯，罢知政事。麟德二年（665年），随高宗封禅泰山，担任终献，事后进爵广平郡公。
曾提拔王勃。乾封元年（666年）又上表乞骸骨，加金紫光禄大夫，让他致仕，不久病卒，年七十一。赠幽州都督，谥号宣。其子劉齊賢后来也担任宰相。另有子刘廣禮。

## 延伸阅读
[在维基数据编辑]
 在维基文库阅读此作者作品
 《舊唐書/卷81》，出自刘昫《舊唐書》
 《新唐書·卷106》，出自《新唐書》